# Chelwood Gate
Chelwood Gate est un village du Sussex de l'Est, en Angleterre. Il est situé dans le district de Wealden, non loin de la limite avec le Sussex de l'Ouest, à une dizaine de kilomètres au nord-ouest de la ville d'Uckfield.
L'ancien Premier ministre du Royaume-Uni Harold Macmillan est mort le 29 décembre 1986 dans le manoir de Birch Grove, situé à Chelwood Gate.